# Desmond Bane
Desmond Michael Bane, né le 25 juin 1998 à Richmond en Indiana, est un joueur américain de basket-ball évoluant aux postes d'arrière et ailier.

## Biographie

### Carrière universitaire
Élevé par ses grands-parents dans l'Indiana et passé par la Seton Catholic High School (en), petite équipe de lycée, Bane est finalement repéré et joue entre 2016 et 2020 quatre saisons pour les Horned Frogs de TCU, équipe universitaire basée au Texas à Fort Worth coachée par Jamie Dixon.

### Carrière professionnelle

#### Grizzlies de Memphis (2020-2025)
Eligible à la draft 2020, il est choisi en 30e position par les Celtics de Boston. Le 20 novembre, ses droits sont échangés aux Grizzlies de Memphis dans un échange à trois équipes avec les Trail Blazers de Portland envoyant Enes Kanter à Portland et Mario Hezonja à Memphis. Boston récupère deux seconds tours de draft des Grizzlies (2023 et 2025) dans cet échange.
Auteur d'une première saison de rookie correcte, Bane gagne lors de la saison 2021-2022 temps de jeu, bonnes statistiques et responsabilités derrière son compère de la ligne arrière, le meneur et franchise player de Memphis Ja Morant ; ses progrès lui permettent de récolter une sélection dans l'équipe des Sophomores pour le Rising Star Challenge lors du NBA All-Star Game 2022.
Lors sa seconde saison il bat le record de franchise de tir à 3 points et ce avant même la fin de la saison. Il dépasse Mike Miller à l'occasion du match contre les Nets en inscrivant son 204e panier.
En juillet 2023, il signe une extension de contrat de 207 millions de dollars sur cinq ans avec les Grizzlies.

#### Magic d’Orlando (depuis 2025)
Le 15 juin 2025, il est envoyé au Magic d’Orlando dans un échange contre Kentavious Caldwell-Pope, Cole Anthony et 4 premiers tours de draft,.

## Palmarès

### Universitaire
- First-team All-Big 12 en 2020
- Second-team All-Big 12 en 2019

### NBA
- NBA All-Rookie Second Team en 2021.

## Statistiques

### Universitaires
Les statistiques de Desmond Bane en matchs universitaires sont les suivantes :
| Saison    | Équipe          | Matchs | Titul. | Min./m | % Tir | % 3pts | % LF | Rbds/m. | Pass/m. | Int/m. | Ctr/m. | Pts/m. |
| --------- | --------------- | ------ | ------ | ------ | ----- | ------ | ---- | ------- | ------- | ------ | ------ | ------ |
| 2016-2017 | Texas Christian | 39     | 13     | 20,7   | 51,5  | 38,0   | 76,8 | 2,90    | 0,97    | 0,31   | 0,23   | 7,10   |
| 2017-2018 | Texas Christian | 33     | 32     | 30,5   | 53,9  | 46,1   | 78,0 | 4,06    | 2,48    | 0,94   | 0,24   | 12,52  |
| 2018-2019 | Texas Christian | 37     | 37     | 35,5   | 50,2  | 42,5   | 86,7 | 5,70    | 2,41    | 1,14   | 0,54   | 15,22  |
| 2019-2020 | Texas Christian | 32     | 32     | 36,1   | 45,2  | 44,2   | 78,9 | 6,34    | 3,88    | 1,47   | 0,53   | 16,59  |
| Carrière  | Carrière        | 141    | 114    | 30,4   | 49,5  | 43,3   | 80,4 | 4,69    | 2,36    | 0,94   | 0,38   | 12,65  |

### Professionnelles
Légende :
| Leader de la ligue |

gras = ses meilleures performances

#### Saison régulière
| Saison    | Équipe   | Matchs | Titul. | Min./m | % Tir | % 3pts | % LF | Rbds/m. | Pass/m. | Int/m. | Ctr/m. | Pts/m. |
| --------- | -------- | ------ | ------ | ------ | ----- | ------ | ---- | ------- | ------- | ------ | ------ | ------ |
| 2020-2021 | Memphis  | 68     | 17     | 22,3   | 46,9  | 43,2   | 81,6 | 3,09    | 1,74    | 0,60   | 0,24   | 9,19   |
| 2021-2022 | Memphis  | 76     | 76     | 29,0   | 45,6  | 43,5   | 90,3 | 4,39    | 2,74    | 1,21   | 0,38   | 18,21  |
| 2022-2023 | Memphis  | 58     | 58     | 31,8   | 47,9  | 40,8   | 88,3 | 5,02    | 4,38    | 0,97   | 0,38   | 21,50  |
| 2023-2024 | Memphis  | 42     | 42     | 34,4   | 46,4  | 38,1   | 87,0 | 4,40    | 5,48    | 1,02   | 0,52   | 23,74  |
| 2024-2025 | Memphis  | 69     | 68     | 32,0   | 48,4  | 39,2   | 89,4 | 6,10    | 5,30    | 1,20   | 0,40   | 19,20  |
| Carrière  | Carrière | 313    | 261    | 29,6   | 47,2  | 41,0   | 88,3 | 4,60    | 3,80    | 1,00   | 0,40   | 17,80  |

#### Playoffs
| Saison   | Équipe   | Matchs | Titul. | Min./m | % Tir | % 3pts | % LF | Rbds/m. | Pass/m. | Int/m. | Ctr/m. | Pts/m. |
| -------- | -------- | ------ | ------ | ------ | ----- | ------ | ---- | ------- | ------- | ------ | ------ | ------ |
| 2021     | Memphis  | 5      | 0      | 19,8   | 57,9  | 50,0   | 0,0  | 3,40    | 2,00    | 0,80   | 0,40   | 5,60   |
| 2022     | Memphis  | 12     | 12     | 35,7   | 47,8  | 48,9   | 85,7 | 3,75    | 2,17    | 0,92   | 0,75   | 18,75  |
| 2023     | Memphis  | 6      | 6      | 38,6   | 42,2  | 32,0   | 93,1 | 6,00    | 3,17    | 0,50   | 0,00   | 23,50  |
| 2025     | Memphis  | 4      | 4      | 34,8   | 31,7  | 21,9   | 93,3 | 6,80    | 3,30    | 0,80   | 0,50   | 15,30  |
| Carrière | Carrière | 27     | 22     | 33,2   | 43,7  | 39,6   | 89,9 | 4,60    | 2,50    | 0,80   | 0,50   | 16,90  |

## Records sur une rencontre en NBA
Les records personnels de Desmond Bane en NBA sont les suivants, :
| Type de statistique        | Saison régulière | Saison régulière            | Saison régulière | Playoffs | Playoffs                    | Playoffs      |
| Type de statistique        | Record           | Adversaire                  | Date             | Record   | Adversaire                  | Date          |
| -------------------------- | ---------------- | --------------------------- | ---------------- | -------- | --------------------------- | ------------- |
| Points                     | 49               | @ Pistons de Détroit        | 6 décembre 2023  | 36       | @ Lakers de Los Angeles     | 24 avril 2023 |
| Paniers marqués            | 19               | @ Pistons de Détroit        | 6 décembre 2023  | 13       | @ Lakers de Los Angeles     | 24 avril 2023 |
| Paniers tentés             | 31               | @ Pistons de Détroit        | 6 décembre 2023  | 29       | @ Lakers de Los Angeles     | 24 avril 2023 |
| Paniers à 3 points réussis | 8                | Nets de Brooklyn            | 24 octobre 2022  | 8        | @ Timberwolves du Minnesota | 23 avril 2022 |
| Paniers à 3 points tentés  | 14               | 3 fois                      | 3 fois           | 15       | @ Timberwolves du Minnesota | 21 avril 2022 |
| Lancers francs réussis     | 14               | Hawks d'Atlanta             | 3 mars 2025      | 7        | 2 fois                      | 2 fois        |
| Lancers francs tentés      | 14               | 2 fois                      | 2 fois           | 7        | 2 fois                      | 2 fois        |
| Rebonds offensifs          | 6                | Rockets de Houston          | 15 décembre 2023 | 2        | 2 fois                      | 2 fois        |
| Rebonds défensifs          | 16               | @ Mavericks de Dallas       | 7 mars 2025      | 9        | Lakers de Los Angeles       | 26 avril 2023 |
| Rebonds totaux             | 16               | @ Mavericks de Dallas       | 7 mars 2025      | 10       | Lakers de Los Angeles       | 26 avril 2023 |
| Passes décisives           | 16               | Lakers de Los Angeles       | 27 mars 2024     | 6        | 2 fois                      | 2 fois        |
| Interceptions              | 5                | @ Jazz de l'Utah            | 5 avril 2022     | 3        | @ Warriors de Golden State  | 9 mai 2022    |
| Contres                    | 3                | @ Trail Blazers de Portland | 3 novembre 2023  | 3        | Timberwolves du Minnesota   | 26 avril 2022 |
| Balles perdues             | 8                | @ Warriors de Golden State  | 4 janvier 2025   | 5        | 2 fois                      | 2 fois        |
| Minutes jouées             | 45               | @ Trail Blazers de Portland | 3 novembre 2023  | 47       | @ Lakers de Los Angeles     | 24 avril 2023 |

- Double-double : 16 (dont 2 en playoffs)
- Triple-double : 1

Dernière mise à jour : 22 avril 2025